# لوسسوو (گوتزرو)
لوسسوو (به آلمانی: Lüssow) یک شهر در آلمان است که در Rostock District واقع شده‌است. لوسسوو ۹۷۳ نفر جمعیت دارد.